# 台灣杉屬
台灣杉屬（學名：Taiwania）是柏科下的一屬，也是台湾杉亚科下的唯一一属，属下共兩種，與世界爺、水杉同為自第三紀孑遺下來之活化石，僅分布於東亞、東南亞之部分地區。台灣杉屬植物於第三紀時在歐洲和東亞有較廣泛的分布，目前則僅剩禿杉及台灣特有的台灣杉兩種，並局限分布於中國雲貴高原（雲南西部、貴州東南部）、中國湖北西南部、緬甸北部、台灣、越南北部等地區。該屬物種為亞洲最高的樹種，可長到70－90公尺，因生長地區有限加上人為非法伐木因素使得數量銳減，已經導致這個樹種瀕臨絕種，亟待珍惜與保護。
台灣杉最早的採集紀錄，見於1868年安德森在中國雲南騰衝所採的標本，其中有一份送到英國邱園，因僅有形似柳杉的枝葉，不帶有毬果，而被誤認為柳杉，蓋當時台灣杉尚未公諸於植物學界。台灣杉的正式屬名與種名係在1906年由日本植物學家早田文藏在台灣發表，以台灣之名來命名這個屬，與雙翅目昆蟲台灣大蚊屬並列為唯二以台灣命名的屬。原以為僅分布於台灣於是命名台灣杉，之後在中國雲南、貴州以及緬甸北部也發現此物種零星分布，2000年在越南北部也發現了小群，但以台灣族群數量最為豐富。以前將中國、緬甸、越南分布之物種（禿杉）與台灣發現的物種（台灣杉）視為同一物種，後來研究發現禿杉和台灣杉有明顯的族群分化現象，顯示兩族群之分離已有一段時間，因此有些學者將禿杉視為台灣杉的變種，也有些學者認為其分化未達到新物種資格仍應將視為同一物種，現今已經將禿杉從台灣杉獨立出來，但仍有爭議。

## 外部連結
綠林遊梭網 (植物物語) 台灣杉的前世今生 （页面存档备份，存于）